# The Boy in the Bubble
"The Boy in the Bubble" is een nummer van de Amerikaanse muzikant Paul Simon. Het nummer werd uitgebracht op zijn album Graceland uit 1986. In februari 1987 werd het nummer uitgebracht als de derde single van het album.
Het nummer is geschreven door Simon zelf en Forere Motloheloa, een accordeonist uit Lesotho, en werd ook geproduceerd door Simon. 

## Achtergrond
De tekst gaat over hongersnood en terrorisme, wat wordt afgewisseld met humor en optimisme. Het bevat de enige regel die Simon kon schrijven tijdens zijn bezoek aan Zuid-Afrika, die hij maakte ter inspiratie van het album Graceland: "The way the camera follows us in slo-mo, the way we look to us all". De titel is geïnspireerd door severe combined immunodeficiency-patiënten David Vetter en Ted DeVita, die door hun aandoening hun leven in een luchtbel moesten leven. Net als het nummer "Graceland" duurde het drie tot vier maanden om de track te maken.
"The Boy in the Bubble" bereikte wereldwijd de hitlijsten, met een 86e plaats in de Amerikaanse Billboard Hot 100 en een 26e plaats in het Verenigd Koninkrijk. Ook in Australië en Nieuw-Zeeland werd het een hit. In Nederland kwam het tot respectievelijk de plaatsen 23 en 16 in de Top 40 en de Nationale Hitparade Top 100, terwijl in Vlaanderen plaats 28 in de voorloper van de Ultratop 50 werd bereikt. 
De videoclip van het nummer werd geregisseerd door Jim Blashfield. Deze clip is geïnspireerd door de moord op John F. Kennedy en de poging tot moord op Ronald Reagan.

## Hitnoteringen

### Nederlandse Top 40
| Hitnotering: 17-01-1987 t/m 21-02-1987 | Hitnotering: 17-01-1987 t/m 21-02-1987 | Hitnotering: 17-01-1987 t/m 21-02-1987 | Hitnotering: 17-01-1987 t/m 21-02-1987 | Hitnotering: 17-01-1987 t/m 21-02-1987 | Hitnotering: 17-01-1987 t/m 21-02-1987 | Hitnotering: 17-01-1987 t/m 21-02-1987 | Hitnotering: 17-01-1987 t/m 21-02-1987 |
| Week                                   | 1                                      | 2                                      | 3                                      | 4                                      | 5                                      | 6                                      |                                        |
| -------------------------------------- | -------------------------------------- | -------------------------------------- | -------------------------------------- | -------------------------------------- | -------------------------------------- | -------------------------------------- | -------------------------------------- |
| Positie                                | 34                                     | 29                                     | 23                                     | 23                                     | 25                                     | 37                                     | uit                                    |

### Nationale Hitparade Top 100
| Hitnotering: 10-01-1987 t/m 21-03-1987 | Hitnotering: 10-01-1987 t/m 21-03-1987 | Hitnotering: 10-01-1987 t/m 21-03-1987 | Hitnotering: 10-01-1987 t/m 21-03-1987 | Hitnotering: 10-01-1987 t/m 21-03-1987 | Hitnotering: 10-01-1987 t/m 21-03-1987 | Hitnotering: 10-01-1987 t/m 21-03-1987 | Hitnotering: 10-01-1987 t/m 21-03-1987 | Hitnotering: 10-01-1987 t/m 21-03-1987 | Hitnotering: 10-01-1987 t/m 21-03-1987 | Hitnotering: 10-01-1987 t/m 21-03-1987 | Hitnotering: 10-01-1987 t/m 21-03-1987 | Hitnotering: 10-01-1987 t/m 21-03-1987 |
| Week                                   | 1                                      | 2                                      | 3                                      | 4                                      | 5                                      | 6                                      | 7                                      | 8                                      | 9                                      | 10                                     | 11                                     |                                        |
| -------------------------------------- | -------------------------------------- | -------------------------------------- | -------------------------------------- | -------------------------------------- | -------------------------------------- | -------------------------------------- | -------------------------------------- | -------------------------------------- | -------------------------------------- | -------------------------------------- | -------------------------------------- | -------------------------------------- |
| Positie                                | 29                                     | 24                                     | 18                                     | 19                                     | 17                                     | 16                                     | 26                                     | 42                                     | 51                                     | 78                                     | 100                                    | uit                                    |

### NPO Radio 2 Top 2000
| Nummer met noteringen in de NPO Radio 2 Top 2000 | '11  | '12  | '13  | '14  | '15  | '16  |
| ------------------------------------------------ | ---- | ---- | ---- | ---- | ---- | ---- |
| The Boy in the Bubble                            | 1789 | 1116 | 1327 | 1627 | 1434 | 1737 |

1. ↑  Een vetgedrukt getal geeft de hoogste notering aan.
2. ↑  2011 was het eerste jaar met een notering voor dit nummer.
3. ↑  Deze tabel is bijgewerkt tot en met de laatste editie (2024).